# Gal Mekel
Gal Mekel (en hebreo גל מקל, nacido el 4 de marzo de 1988 en Petaj Tikva) es un jugador de baloncesto israelí. Con 1,89 metros de altura, juega en la posición de base.

## Trayectoria deportiva

### Universidad
Jugó durante dos temporadas con los Shockers de la Universidad Estatal de Wichita, en las que promedió 6,7 puntos, 2,7 asistencias y 2,1 rebotes por partido.

#### Estadísticas
| Temporada | Equipo                 | P  | PTS | REB | AST | ROB | TAP | %TC  | %3P  | %TL  | MIN  |
| --------- | ---------------------- | -- | --- | --- | --- | --- | --- | ---- | ---- | ---- | ---- |
| 2006–07   | Wichita State Shockers | 31 | 4.0 | 1.1 | 1.7 | 0.5 | 0.0 | .443 | .354 | .647 | 13.0 |
| 2007–08   | Wichita State Shockers | 31 | 9.3 | 3.2 | 3.7 | 0.4 | 0.1 | .354 | .287 | .877 | 30.7 |

### Profesional
Tras regresar de Estados Unidos, en 2008, firmó su primer contrato profesional con el Maccabi Tel Aviv, pero pronto fue cedido al Hapoel Gilboa Galil Elyon, donde en su primera temporada promedió 6,9 puntos y 2,6 asistencias, siendo elegido mejor debutante de la liga israelí.
Al año siguiente volvió al Maccabi, para jugar como suplente de Doron Perkins, el mejor jugador de la liga el año anterior. En su debut ante el Ironi Nahariya consiguió 13 puntos y 5 asistencias, pero en el mes de diciembre pidió ser cedido de nuevo debido a los pocos minutos con los que contaba. De nuevo en el Hapoel Gilboa, compartió el puesto de base con Jeremy Pargo, siendo un jugador decisivo en la consecución del título de liga, sorprendiendo al Maccabi en la final. Mekel promedió 7,5 puntos y 4,3 asistencias por partido.
En 2010 recibió ofertas del Bnei Hasharon y del Maccabi Haifa B.C., pero decidió firmar por un año con el Hapoel. Volvió a llevar a su equipo a la final, cayendo en esta ocasión ante el Maccabi, pero fue elegido mejor jugador del campeonato.
Al año siguiente fichó por la Benetton Treviso de la liga italiana, donde jugó una temporada, en la que promedió 6,3 puntos y 3,7 asistencias por partido. Al término de la misma, el club se disolvió debido a problemas económicos.
En 2012 prueba con los Utah Jazz, pero tras no recibir ninguna oferta en firme, ficha finalmente por el Maccabi Haifa, con los que alcanzó nuevamente la final del campeonato israelí, siendo elegido por segunda vez mejor jugador de la liga.
El 1 de julio de 2013 firmó contrato por tres temporadas con los Dallas Mavericks de la NBA, convirtiéndose en el segundo israelí, tras Omri Casspi, en jugar en la liga estadounidense.
En agosto de 2015 fichó por el Estrella Roja de Belgrado.
El 19 de julio de 2017 fue presentado como nuevo jugador del Herbalife Gran Canaria de la Liga ACB española, durante la temporada promedió 8,4 puntos, 1,3 rebotes y 3,4 asistencias en Liga Endesa.
En marzo de 2020, regresa a España para volver a ponerse a las órdenes de Luis Casimiro en Unicaja Málaga de la Liga Endesa hasta el final de la temporada, tras comenzar la temporada en las filas del Pallacanestro Reggiana en las que promedia 12,1 puntos, 5,6 asistencias y 14,1 de valoración en LEGA.
El 11 de octubre de 2021, firma por el Morabanc Andorra de la Liga Endesa. El 5 de abril de 2022, el club andorrano da la baja al jugador, tras sufrir tres lesiones durante la temporada en la que promedió 6 puntos, 2'7 asistencias y 15 minutos de media por partido en Liga Endesa. En la Eurocup, sumaría 5,8 puntos, 16 minutos de media y 4,2 asistencias.

### Selección nacional
En septiembre de 2022 disputó con el combinado absoluto israelí el EuroBasket 2022, finalizando en decimoséptima posición.

## Estadísticas de su carrera en la NBA

### Temporada regular
| Año     | Equipo      | PJ | PT | MPP  | %TC  | %3P  | %TL  | RPP | APP | ROB | TPP | PPP |
| ------- | ----------- | -- | -- | ---- | ---- | ---- | ---- | --- | --- | --- | --- | --- |
| 2013-14 | Dallas      | 31 | 1  | 9.4  | .349 | .250 | .667 | .9  | 2.0 | .1  | .0  | 2.4 |
| 2014-15 | New Orleans | 4  | 0  | 10.8 | .150 | .0   | .0   | .3  | 3.3 | .5  | .0  | 1.5 |
| Total   |             | 35 | 1  | 9.6  | .311 | .217 | .667 | .8  | 2.2 | .2  | .0  | 2.3 |